# David Sassoli
David-Maria Sassoli (Firenze, 1956. május 30. – Aviano, 2022. január 11.) olasz újságíró és az Olasz Demokrata Párt (PD) politikusa. 2009 óta az Európai Parlament képviselője, 2014-től 2019-ig alelnöke, 2019. július 3-tól pedig haláláig elnöke volt.

## Újságírói tevékenysége
David Sassoli a Firenzei Egyetemen szerzett politikatudományi diplomát. Miután kisebb napilapoknál és sajtóügynökségeknél dolgozott, 1985-ben az Il Giorno római szerkesztőségének tagja lett. 1992-ben átnyergelt a RAI köztévére, és Sandro Curzinek dolgozott a Telegiornale Rai 3-nál. Beszámolóinak fő témái a maffia és a szervezett bűnözés voltak. Az 1996–97-es évadban a La cronaca in diretta című délutáni műsort rendezte a Rai 2 számára Carlo Freccero vezetésével. Ezért 1997-ben megkapta az év legjobb televíziós újságírója címet (Premio Ischia Internazionale di Giornalismo).
1999-ben különtudósítóként csatlakozott a Rai 1 fő hírműsora, a TG1 szerkesztőségéhez. 2007-ben a TG1 alelnöke lett, a TV7 és a Speciale TG1 politikai háttérinformációkat tartalmazó műsorok felelőseként. 2004 és 2007 között a Római Újságírók Szövetségének (Associazione Stampa Romana) elnöke volt. Részt vett az Articolo 21 egyesületben is, amely a szólásszabadságot és a sajtószabadságot támogatja (az olasz alkotmány 21. cikkelye alapján).

## Politikai pályája
A 2009-es európai parlamenti választásokon Sassolit a Partito Democratico közép-olaszországi legjobb jelöltjeként, több mint 400 000 elsőbbségi szavazattal beválasztották az Európai Parlamentbe. Parlamenti képviselősége idején szabadságon volt a RAI-nál, de bejelentette, hogy „élete hátralevő részét a politikának fogja szentelni”.
A Szociáldemokraták Progresszív Szövetsége (S&D) parlamenti frakciójához tartozott, a 2009–2014-es parlamenti ciklusban pedig a PD képviselőcsoportjának szóvivője volt. 2009–2010-ben a Fejlesztési Bizottság, 2010 és 2014 között a Közlekedési és Idegenforgalmi Bizottság tagja volt. Ő volt az Izraellel való kapcsolatok és a Pánafrikai Parlamenttel való kapcsolatok küldötte is. A 2013-as római polgármester-választás előtt Sassoli az előválasztáson jelentkezett a balközép szövetség jelöltségére. Ignazio Marino mögött második lett a szavazatok 28%-ával, aki megnyerte a jelöltséget, majd a polgármester-választást.
Miután 2014-ben újra európai parlamenti képviselővé választották. Sassoli a 2019-ig tartó parlamenti ciklusban az EU Parlament egyik alelnöke volt. Emellett ismét tagja volt a Közlekedési és Idegenforgalmi Bizottságnak, valamint az EU és Szerbia közötti parlamenti stabilizációs és társulási bizottság küldöttségének. Az Északi Liga és az 5 Csillag Mozgalom olasz kormányának kritikusaként jelent meg, különös tekintettel a bevándorlás kérdésre és az uniós intézményekkel szembeni konfrontatív magatartásra.
2019. július 3-án az EU Parlament elnökévé választották honfitársa, Antonio Tajani helyére. A második szavazáson 667 érvényes szavazatból 345-tel megszerezte a szükséges többséget.

## Magánélete
David Sassoli házas volt, két gyermeke született. Progresszív katolikusnak tartották, és fiatalkora óta részt vett katolikus szervezetekben. A Fiorentina futballklub rajongója volt.
Legyengült immunrendszere miatt Sassolit egy avianói kórházban kezelték 2021. december 26-tól. Ott is halt meg 2022. január 11-én, 65 évesen.

## Fordítás
Ez a szócikk részben vagy egészben  a   David Sassoli című német Wikipédia-szócikk ezen változatának fordításán alapul.  Az eredeti cikk szerkesztőit annak laptörténete sorolja fel. Ez a jelzés csupán a megfogalmazás eredetét és a szerzői jogokat jelzi, nem szolgál a cikkben szereplő információk forrásmegjelöléseként.